# Nicholas Tse
Nicholas Tse (Hong Kong, 29 de agosto de 1980) é um ator, cantor e músico chinês. Em 2011, ele ganhou o Festival de Cinema de Hong Kong por sua atuação no filme The Stool Pigeon.

## Filmes
- 2011 - Shaolim
- 2009 - Bodyguards & Assassins - Ah Si
- 2009 - Storm Warriors - Heart
- 2008 - The Beast Stalker - Sargento Tong
- 2007 - Invisible Target - Detetive Chan Chun
- 2006 - Rob-B-Hood - Nicholas
- 2006 - Dragon Tiger Gate - Tiger Wong
- 2005 - A Chinese Tall Story - Tripitaka
- 2005 - The Promise - Wuhuan
- 2004 - New Police Story - Zheng Xiaofeng
- 2004 - Dai Liu oi Mei Lai - Cock Head
- 2004 - Moving Targets - Cheung Wai Kit
- 2004 - Shutter 2004 - Tung
- 2003 - Goddess of Mercy - Maojie
- 2003 - The Medallion - Waiter
- 2002 - Demi-Haunted - Chang Ho Fung
- 2002 - Tiramisu - Fung
- 2002 - The Monkey King - The Hell Warrior
- 2001 - 2002 - Chiu
- 2001 - Old Master - Fred/Howard
- 2001 - Comic King - Knife
- 2001 - My Schoolmate the Barbarian - Stone
- 2000 - Time and Tide - Tyler
- 2000 - Twelve Nights - Kit
- 2000 - Lensmen:Power of the Lens - Kim Kinnison
- 2000 - High Noon - Kenny Powerfull
- 1999 - Mirror - Xiao Ming
- 1999 - A Man Called Hero - Sword Hua
- 1999 - Gen Cops - Jack
- 1999 - Half Cigarrete - Smokey
- 1997 - A Brainstorm Story - Alex "Lex" Sonn Jr.
- 1996 - First Strike - Ray Shou
- 1995 - Burger Cop - Ojeda
- 1993 - Painted Skin - Makedah
- 1993 - Blade of Fury - Dah Hung
- 1992 - Ghost Punting - Po
- 1991 - Slickers vs Killers - Jeng
- 1991 - Daddy,Father and Papa
- 1990 - Island of Fire - Pu Jong-Kit[
- 1990 - Lethal Lady - Ging Oh
- 1990 - Operation Condor - Fred
- 1990 - Nutty Kickbox Cops - Dancing Kid
- 1989 - Miracles - Nich
- 1989 - Pedicab Driver - Nicholas
- 1989 - Seven Warriors - Little
- 1988 - Paper Marriage - Nicholas Boy
- 1988 - Painted Faces - Little Dragon
- 1988 - Dragons Forever - Nicholas
- 1988 - Police Story 2 - Kid
- 1987 - Project A 2 - Kid on Restaurant
- 1987 - Mr. Vampire 3 - Hung Kit
- 1986 - Armour of God - Kid in City
- 1985 - The Protector - Kid
- 1985 - Police Story
- 1984 - Wheels on Meals